# Fusibles reseteables

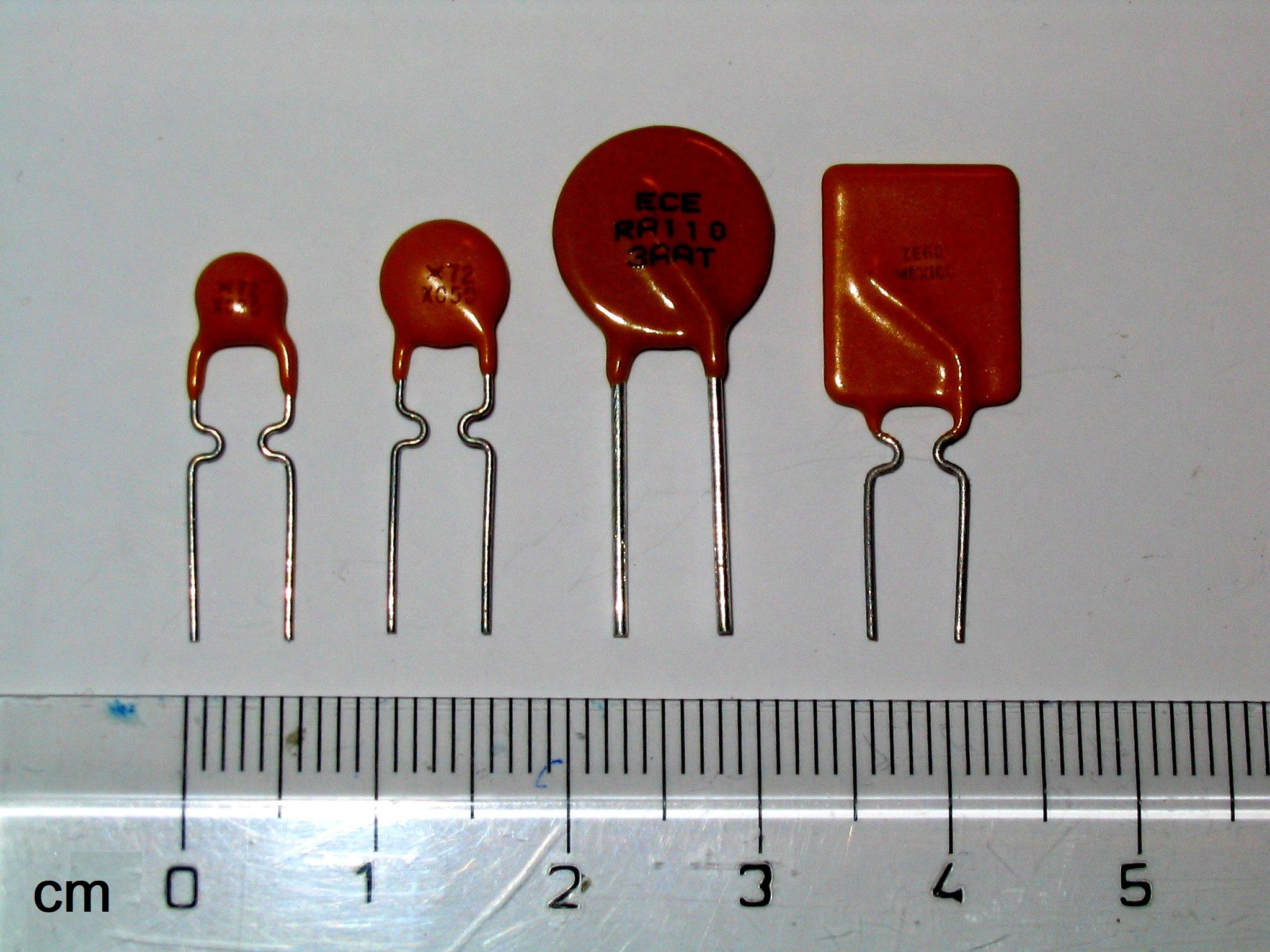
Fusibles reseteables, comercializados como dispositivos PolySwitch

Los fusibles reseteables son dispositivos construidos con polímeros con coeficiente de temperatura positivo (PPTC, por las siglas en inglés de "polymeric positive temperature coefficient"). Se trata de un componente electrónico pasivo utilizado para proteger contra sobrecorrientes en circuitos electrónicos. Son similares en funcionamiento a los termistores de PTC, pero operan mediante cambios mecánicos en vez de mediante efectos de portadores de carga en semiconductores. Estos dispositivos fueron descubiertos y descritos por Gerald Pearson en los Laboratorios Bell en 1939 y posteriormente registrados en la patente de EE. UU. #2,258,958.

## Operación
Un dispositivo polimérico con PTC está constituido por una matriz cristalina de polímero orgánico no conductora, cargada con partículas de negro de carbón para hacerla conductor. Mientras permanezca a baja temperatura, el polímero se encontrará en un estado cristalino, con el carbono forzado a las regiones entre cristales, formando muchas cadenas conductoras. Dada su conductividad inicial ("resistencia inicial" baja), existirá corriente a través de él. Si la corriente que atraviesa el dispositivo es alta, este empezará a calentarse. Con el aumento de temperatura del dispositivo, el polímero se expandirá, cambiando del estado cristalino a un estado amorfo. La expansión separa las partículas de carbono y rompe las cadenas conductoras, causando que la temperatura del dispositivo aumente más rápido y el polímero se expanda aún más, aumentando rápidamente la resistencia. Este aumento en la resistencia reduce sustancialmente la corriente en el circuito. Una pequeña corriente (de fuga) fluye aún a través del dispositivo y permite mantener la temperatura en un nivel suficiente para permanecer en el estado de resistencia alta. La corriente de retención ("hold") es la corriente máxima con la que está garantizado que el dispositivo no se disparará. La corriente de disparo ("trip") es la corriente con la cual está garantizado que el dispositivo se disparará.
Cuando se retira la alimentación, el calentamiento debido a la corriente de fuga desaparecerá y el dispositivo PPTC se enfriará. Cuando esto ocurre, el dispositivo recupera su estructura cristalina original y regresa a un estado de resistencia baja donde puede sostener la corriente especificada para el dispositivo. Este enfriamiento normalmente toma unos segundos, aunque un dispositivo disparado retendrá una resistencia ligeramente más alta durante horas, a no ser que la energía sea más débil, o se haya usado a menudo, acercándose lentamente al valor de resistencia inicial. El reseteado a menudo no tendrá lugar incluso si la falla ha sido corregida con la alimentación todavía conectada, ya que la corriente de operación puede estar por encima de la corriente de retención del PPTC ("holding"). El dispositivo no puede regresar a su valor original de resistencia;  lo más probable es que se estabilice en una resistencia significativamente más alta (hasta 4 veces el valor inicial). Pueda tomar horas, días, semanas o incluso años que el dispositivo regrese a un valor de resistencia similar a su valor original.
Un dispositivo PPTC tiene una corriente nominal y un voltaje nominal.

## Aplicaciones
Suele preferirse el uso de estos dispositivos, por sobre los fusibles regulares, en los sistemas en los que es esperable que ocurran condiciones de sobrecorriente o se requieren tiempos de actividad constantes, al igual que aquellos casos en los que el reemplazo resultaría difícil de realizar (difícil acceso, ubicaciones remotas, etc.). Por ello se utilizan normalmente en aplicaciones de electrónica de consumo, línea eléctrica, telecomunicaciones, puertos de E / S, control de procesos y equipos médicos.
Entre las aplicaciones más comunes y conocidas se encuentran las fuentes de alimentación de computadoras, en gran parte debido al estándar PC 97 (el cual recomienda una PC sellada que el usuario nunca tenga que abrir), también en protección de altavoces de audio, particularmente tweeters.

## Nombres comerciales del dispositivo
Estos dispositivos son comercializados por diferentes compañías bajo distintos nombres o marcas, entre las más comunes se cuentan:
- Multifuse (Bourns)[7]

- PolySwitch (TE Connectivity)

- Polyfuse (Littelfuse)

PolySwitch fue el primer producto de este tipo, habiendo sido desarrollado en Raychem Corporation (actualmente TE Connectivity) e introducido a principios de los 80s.